# Кавингтон (Луизијана)
Кавингтон (енгл. Covington) град је у америчкој савезној држави Луизијана.

## Демографија
По попису из 2010. године број становника је 8.765, што је 282 (3,3%) становника више него 2000. године.
| Група             | 2000.         | 2010.         |
| Белци             | 6.467 (76,2%) | 6.592 (75,2%) |
| Афроамериканци    | 1.711 (20,2%) | 1.666 (19,0%) |
| Азијати           | 29 (0,3%)     | 55 (0,6%)     |
| Хиспаноамериканци | 132 (1,6%)    | 320 (3,7%)    |
| Укупно            | 8.483         | 8.765         |